# John R. Cherry III
John R. Cherry III, född 11 oktober 1948 i Nashville, Tennessee, död 8 maj 2022, var en amerikansk regissör. Han är troligen mest känd för sina filmer om Ernest P. Worrell, en karaktär spelad av Jim Varney.

## Biografi
Cherry var bosatt i Franklin, Tennessee med sin hustru Ruthi och sin yngste son. Han hade även två barn från ett tidigare äktenskap.